# Amézqueta
Amézqueta (oficialmente en euskera: Amezketa) es un municipio de la provincia de Guipúzcoa, País Vasco (España). Según datos del EUSTAT, tiene una población de 921 habitantes (2017).

## Toponimia
Amézqueta se considera que es un topónimo que deriva de la lengua vasca. Estaría compuesto de ametz, nombre común que se le da en euskera a varios árboles similares al roble que pertenecen al género Quercus y el sufijo -(k)eta que indica abundancia. Actualmente en euskera se utiliza el término ametz para denominar específicamente a la especie Quercus pyrenaica o melojo, pero se utilizan términos derivados para otras especies similares; erkametz es el Quercus faginea o quejigo, ametz ilaunduna es el Quercus pubescens o roble pubescente y el kanariar ametza es el Quercus canariensis o roble/quejigo andaluz. Koldo Mitxelena en su obra Apellidos vascos tradujo este topónimo como quejigal o lugar donde hay abundantes quejigos.
Existe constancia de abundancia de robledales y bosques de árboles similares en la zona de Amézqueta, siendo aún hoy en día bastante importante la masa forestal existente. Serapio Múgica en su obra Geografía de Guipúzcoa destacaba la existencia de un robledal de más de 100 hectáreas en Amézqueta hace poco menos de un siglo. El escudo de la villa muestra también un árbol que puede asimilarse con un roble, quejigo o un árbol similar como principal motivo heráldico.
El nombre vasco de la localidad, Amezketa, es la adaptación del topónimo tradicional a la ortografía moderna de la lengua vasca y a su pronunciación en este idioma. Fue adoptada como denominación oficial del municipio el 20 de octubre de 1980. El 22 de abril de 1989 fue publicada en el Boletín Oficial del Estado y desde entonces es a todos los efectos la única denominación oficial del municipio, también en documentos oficiales escritos en castellano. Amézqueta permanece, sin embargo, como la denominación tradicional y formal del topónimo en castellano.
El gentilicio más formal en castellano es amezquetano/-na. Lo menciona por ejemplo Pío Baroja en su novela Zalacaín el aventurero. Sin embargo, es más habitual utilizar la forma amezquetarra, que deriva del gentilicio en lengua vasca (amezketarra) o directamente se utiliza el gentilicio vasco. Los amezquetarras son apodados elbik, que significa 'moscas' en el dialecto local del euskera).

## Historia

### Casa de Amézqueta
Es posible que el topónimo del pueblo no derive directamente de su ubicación junto a un bosque, sino que provenga del nombre del linaje de los Amézqueta y de su casa solariega. La referencia a la ubicación junto a un bosque de quejigos u otro árbol, se referiría en este caso originalmente a la casa de esta familia y no al pueblo. Los Amézqueta fueron una familia noble que dominó estas tierras en la época medieval, siendo una de las familias más poderosas de Guipúzcoa en su día, uno de los 24 parientes mayores que formaban la más alta nobleza guipuzcoana. Su casa solariega, la Casa-Torre de Amézqueta se ubicaba cerca del actual pueblo, a unos 700 m de distancia de la plaza central y a 1 km de la iglesia. Hacia 1368 consta como señor de Amézqueta, Pedro Lópiz de Amézqueta. Cabe pensar que el pueblo de Amézqueta pudo surgir a la sombra de los dominios de estos señores feudales y que tomó de estos su nombre. Unos pocos años más tarde aparece la primera noticia escrita sobre la localidad de Amézqueta. Es en 1374 cuando siendo una mera universidad o colación, la población de Amézqueta se agregó voluntariamente a la jurisdicción de la villa de Tolosa posiblemente para liberarse del dominio de sus señores. Los Amézqueta fueron castigados en tiempos de Enrique IV de Castilla y su casa-torre fue desmochada. Reconstruida a finales del siglo XV sigue existiendo actualmente como un caserío que se llama Jauregui Aundi (gran palacio) y se ubica junto a la carretera que va de Amézqueta a Alegría, poco antes de la entrada del pueblo.

## Demografía
Amézqueta cuenta con una población de 941 habitantes (INE 2024).
| Gráfica de evolución demográfica de Amézqueta entre 1842 y 2021                                                     |
| |
| Población de derecho según los censos de población del INE Población de hecho según los censos de población del INE |

## Administración y política
| Partido político                                              | 2015  | 2015       | 2011  | 2011       | 2007  | 2007       | 2003        | 2003        | 1999  | 1999       | 1995  | 1995       |
| Partido político                                              | %     | Concejales | %     | Concejales | %     | Concejales | %           | Concejales  | %     | Concejales | %     | Concejales |
| Euskal Herria Bildu (EH Bildu)-Bildu                          | 67,10 | 5          | 74,95 | 6          | —     | —          | —           | —           | —     | —          | —     | —          |
| Auzolanean (AZ)                                               | 17,89 | 2          | —     | —          | —     | —          | —           | —           | —     | —          | —     | —          |
| Partido Socialista de Euskadi-Euskadiko Ezkerra (PSE-EE PSOE) | 0,65  | 0          | 0,54  | 0          | 0,00  | 0          | 0,31        | 0           | —     | —          | —     | —          |
| Amezketarrok Elkar Lanean (AEL)                               | —     | —          | 21,62 | 1          | 30,46 | 2          | 35,03       | 5           | 42,38 | 4          | 45,04 | 4          |
| Partido Popular del País Vasco (PP)                           | —     | —          | 0,18  | 0          | 0,17  | 0          | 0,46        | 0           | —     | —          | —     | —          |
| Kimu Berri Taldea (KBT)                                       | —     | —          | —     | —          | 41,82 | 3          | —           | —           | —     | —          | —     | —          |
| Eusko Abertzale Ekintza-Acción Nacionalista Vasca (EAE-ANV)   | —     | —          | —     | —          | 26,51 | 2          | —           | —           | —     | —          | —     | —          |
| Txindokipe (T)                                                | —     | —          | —     | —          | —     | —          | 19,44       | 2           | —     | —          | —     | —          |
| Euskal Herritarrok (EH)-Herri Batasuna (HB)                   | —     | —          | —     | —          | —     | —          | Ilegalizado | Ilegalizado | 55,56 | 5          | —     | —          |
| Amezketa Herri Batzarra (AHB)                                 | —     | —          | —     | —          | —     | —          | —           | —           | —     | —          | 53,04 | 5          |

## Patrimonio
Hay en la localidad una iglesia de San Bartolomé.